# Площадь 1-й Пятилетки

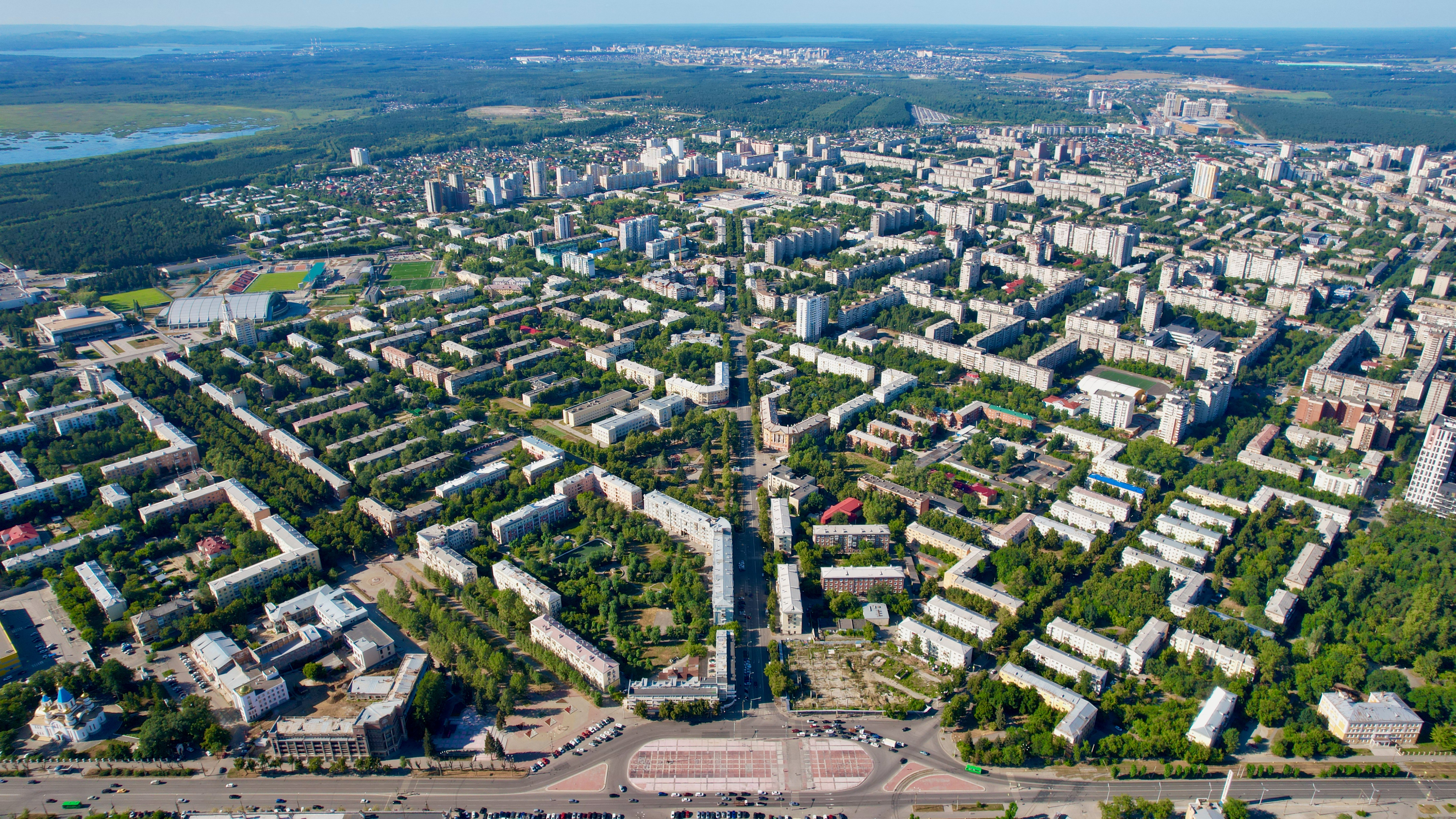
Расходящиеся от площади (слева направо) бульвар Культуры, проспект Орджоникидзе и улица Ильича

Пло́щадь 1-й Пятиле́тки (Первой Пятилетки) — площадь в жилом районе «Уралмаш» Орджоникидзевского административного района Екатеринбурга, на пересечении улицы Машиностроителей и проспекта Орджоникидзе. Площадь расположена на ровном участке местности перед главной проходной завода «Уралмаш». С севера к площади примыкает трёхлучие улиц: бульвар Культуры, проспект Орджоникидзе и улица Ильича. Ось симметрии продолжается в проспекте Орджоникидзе — среднем из трехлучия.

## История
В первоначальном проекте соцгородка «Уралмашзавода» площадь вообще не предусматривалась. Архитекторы изначально спроектировали три улицы-луча, которые должны были сойтись в районе заводской проходной по современной улице 40-летия Октября, так как именно в этом месте располагались барачные посёлки, в которых проживали тысячи рабочих. Со временем основная масса уралмашевцев должна была подходить к заводу по Осевой улице (рабочее название улицы Сталина, современного проспекта Орджоникидзе).
Большую площадь, от которой отходят три улицы-луча: Ильича, Сталина и Культуры и к которой со стороны города подходило шоссе УЗТМ (сейчас часть этого шоссе от площади до кинотеатра «Заря» носит название улицы Машиностроителей, а далее в сторону центра Екатеринбурга — проспект Космонавтов) спроектировал уралмашевский архитектор Пётр Васильевич Оранский (при участии архитекторов В. В. Безрукова, М. В. Рейшера, С. А. Васильева). Застройка площади производилась в основном в период 1928—1935 годов по проектам и под руководством проектного отдела Уралмашстроя, возглавляемого П. В. Оранским (инженеры Г. Б. Иванова, П. Г. Ильникова, Н. П. Отавина, В. Н. Анфимова).
Первыми в комплексе зданий, формирующих площадь 1-й Пятилетки, были построены проходные завода (1930) и жилые дома по улице Ильича, 2 (1931), бульвару Культуры, 2 (1932). В 1933 году было завершено строительство гостиницы «Мадрид», площадь вымостили гранитными брусками, а на ней разбили скверы. В восточной части площади возвели здание лаборатории и технического училища (архитектор В. В. Безруков), застроили четырёхэтажными типовыми жилыми домами квартал между улицей Ильича и проспектом Орджоникидзе. В 1935 году завершилось строительство заводоуправления УЗТМ.
В начале 1960-х годов рядом с заводоуправлением появилось здание НИИ Тяжмаша, соединённое с ним переходом.

Архитектурный ансамбль площади
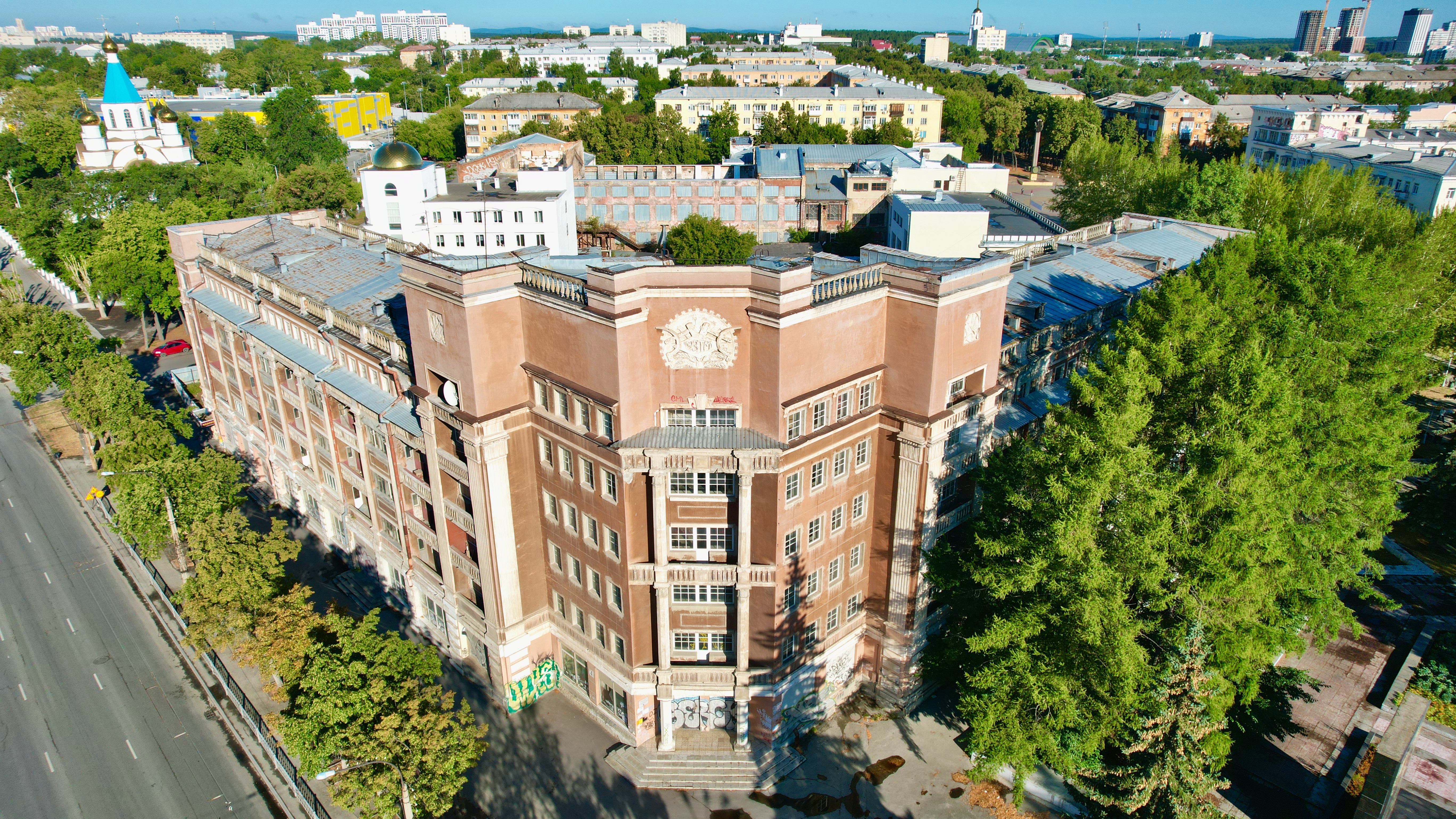
Гостиница «Мадрид»
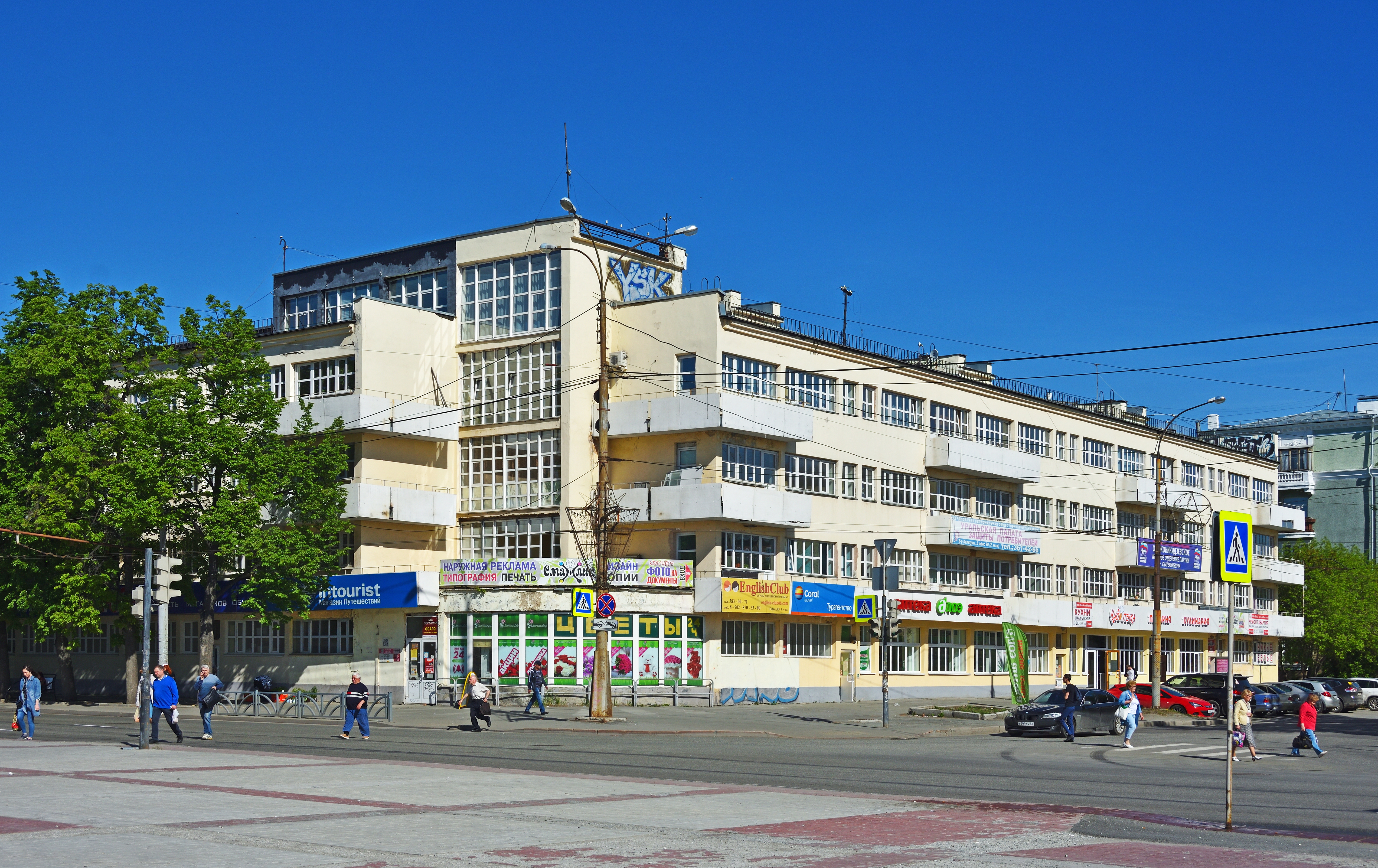
Дом техучёбы
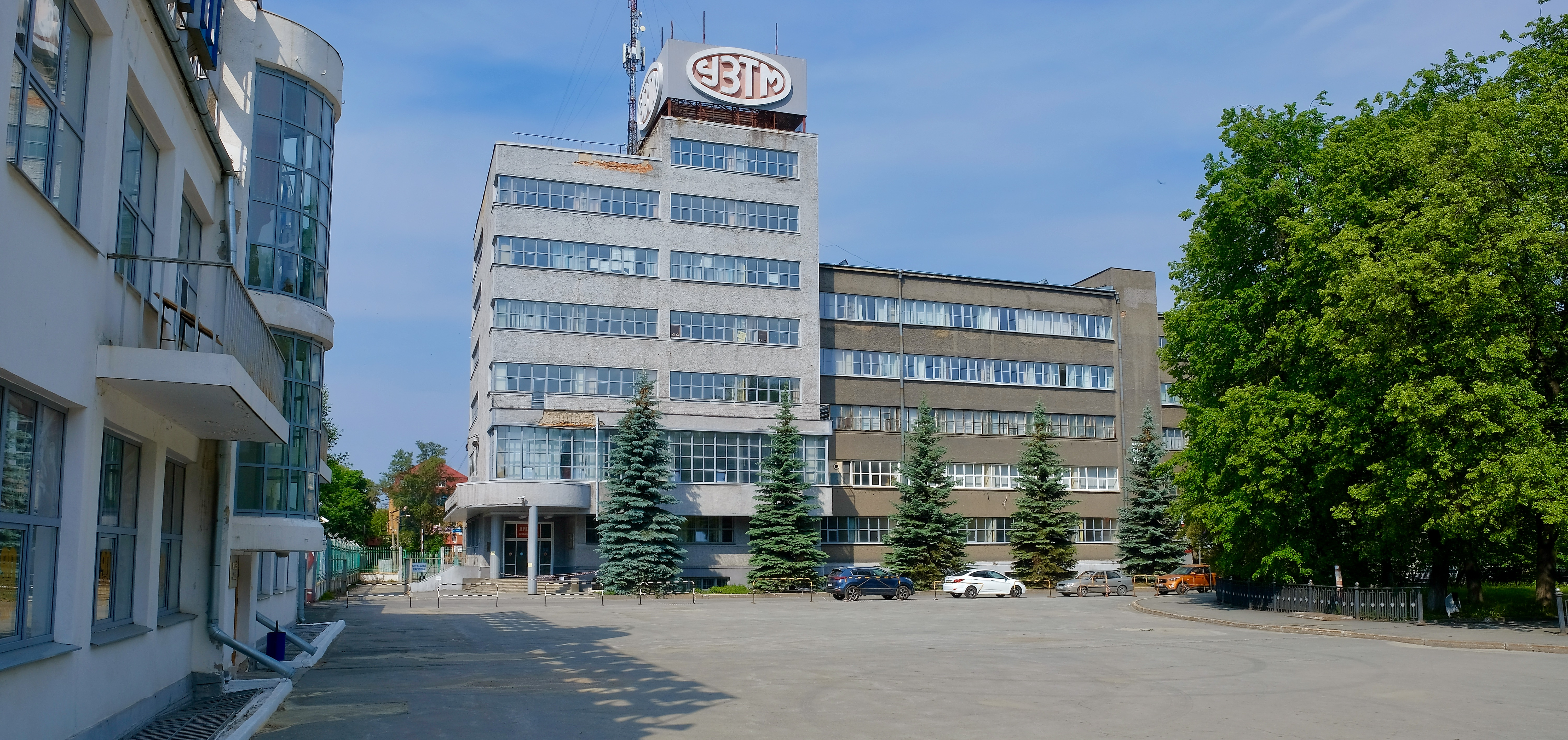
Заводоуправление УЗТМ
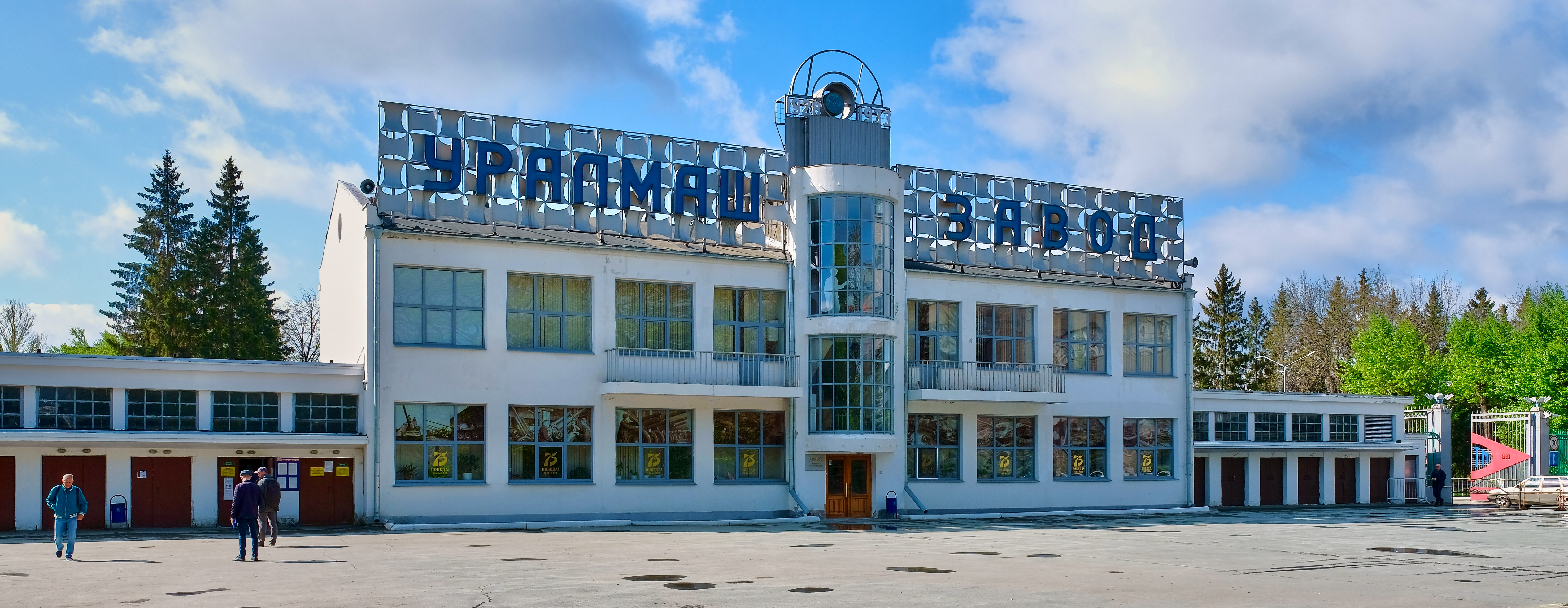
Проходная Уралмашзавода
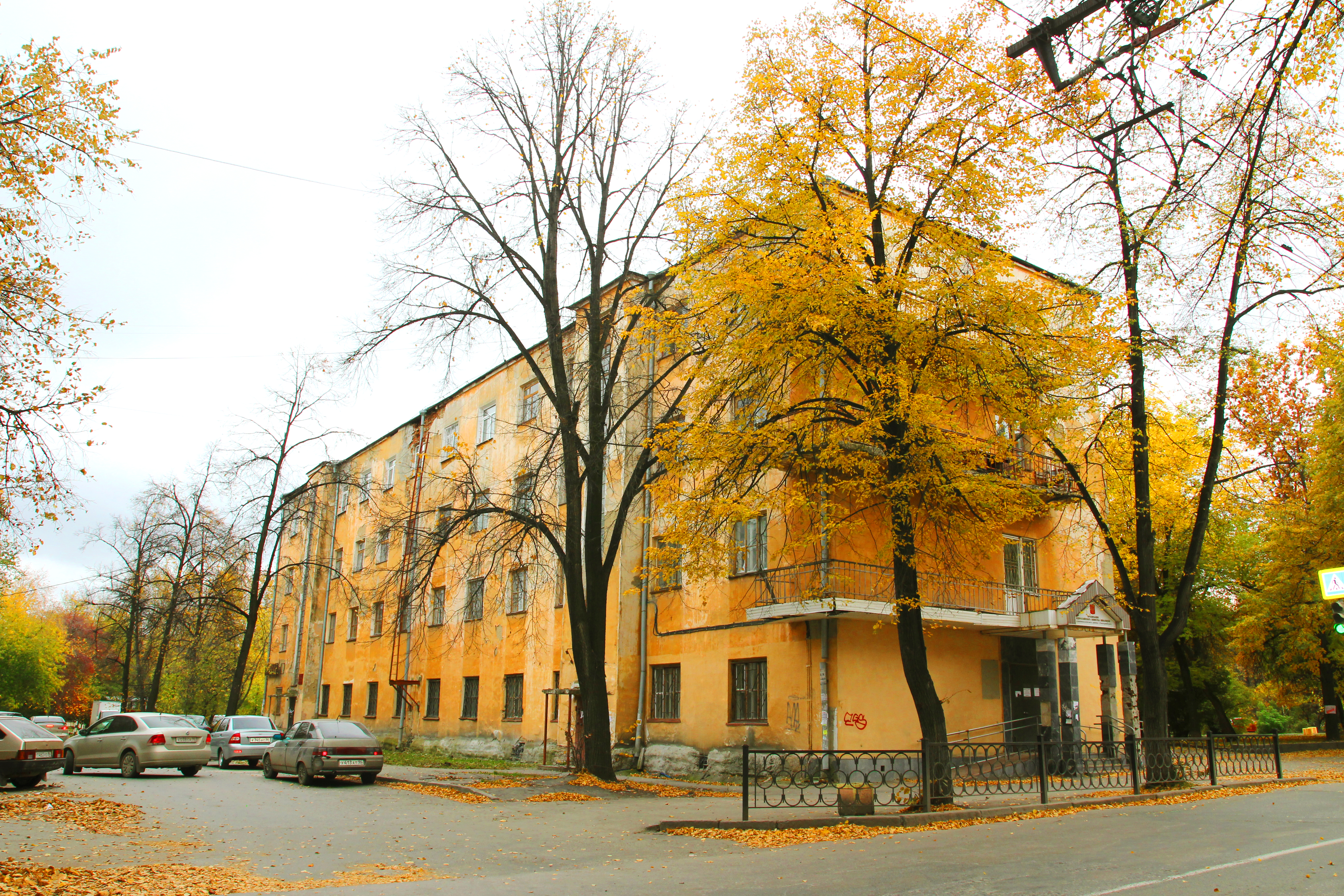
Жилой дом по улице Ильича, 2
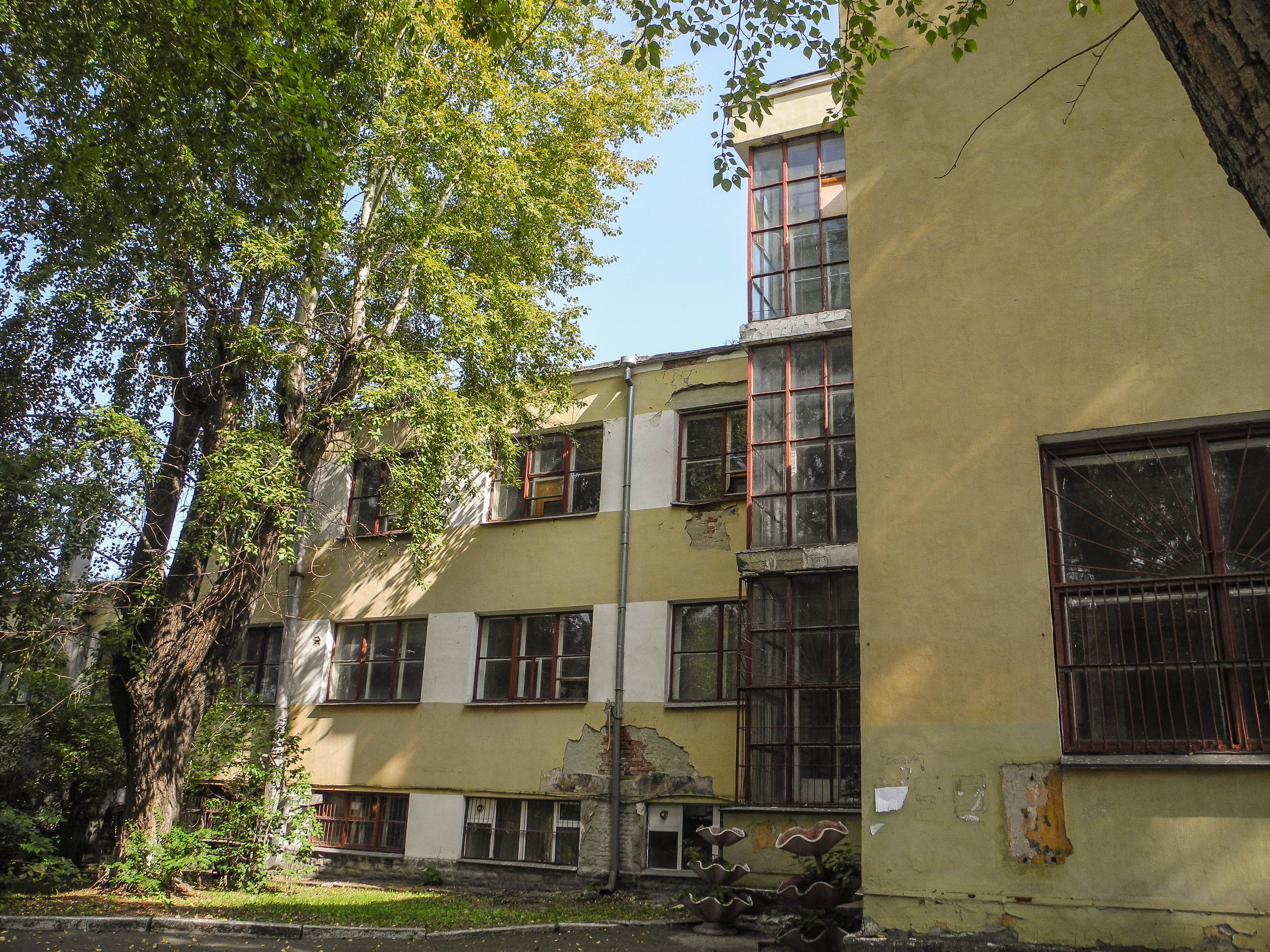
Здание заводской лаборатории

## Транспорт

### Наземный общественный транспорт
- Остановка «Площадь 1-й Пятилетки»:

Трамвай: № 5;
Троллейбус: № 38, 30, 29;
Маршрутное такси: № 68, 80, 96, 96Б, 99 (выходные дни), 104Е, 142, 147, 159

### Ближайшие станции метро
В 1,2 км восточнее площади находится станция 1-й линии Екатеринбургского метрополитена  «Уралмаш».

## Памятники, скульптуры, памятные доски
Ко дню пуска завода — 15 июля 1933 года — на пятачке между улицами Сталина и Ильича была сооружена трибуна, на самой высокой части которой установили гипсовую скульптуру В. И. Ленина. Летом 1937 года через Уралмаш пронёсся страшный ураган, и гипсовая статуя вождя была серьёзно повреждена крупным градом, после чего её демонтировали.
В 1950 году в сквере перед фасадом дома по ул. Ильича № 2 (там размещались районные власти) была установлена гипсовая скульптурная фигура М. И. Калинина. В 1995 году её демонтировали из-за плохой сохранности.

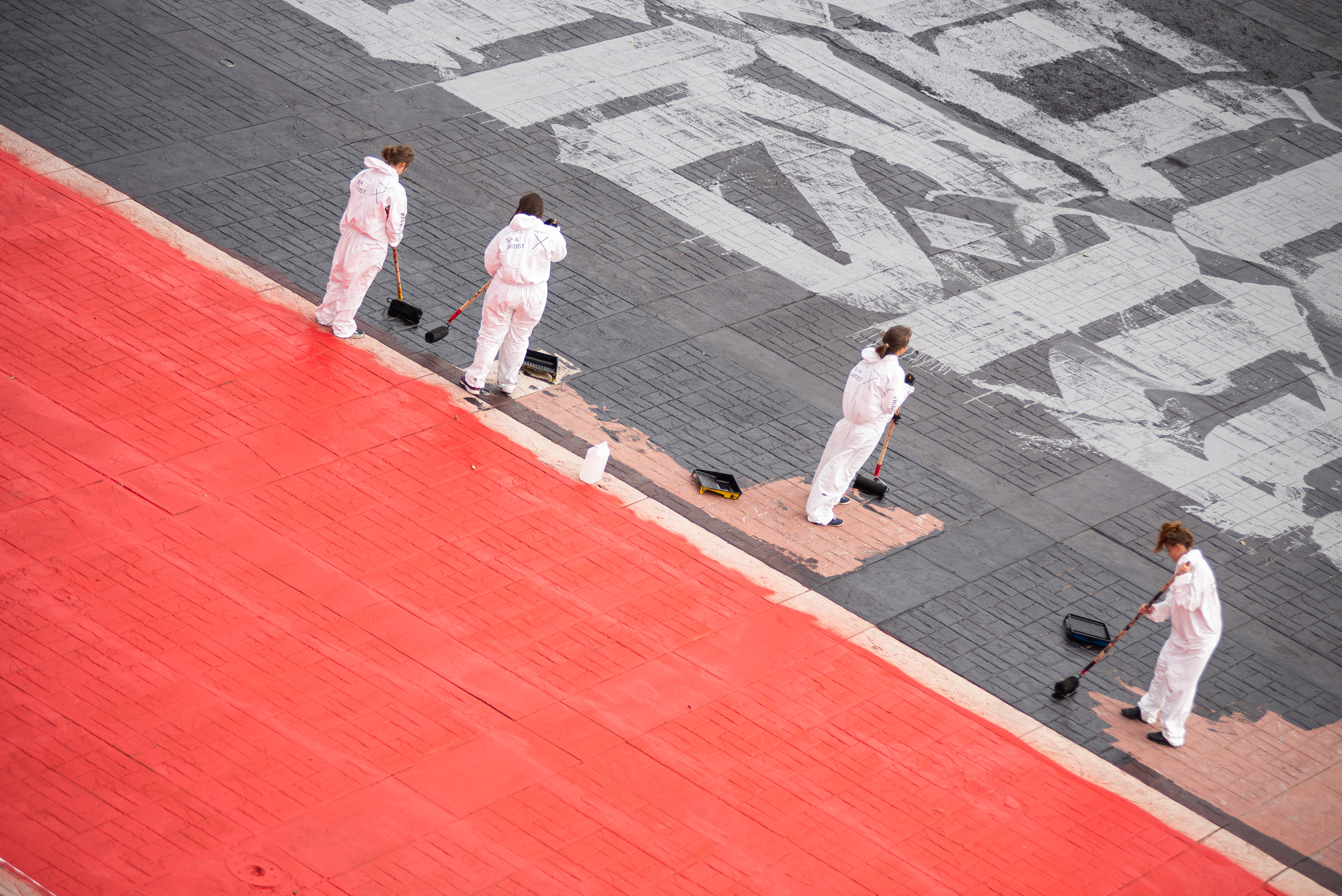
Создание Супрематического креста

Из памятников советским вождям на площади сохранился только один — памятник Серго Орджоникидзе (скульптор Г. В. Нероды, архитектор А. А. Бойко), торжественно открытый 24 июля 1955 года в центре сквера предзаводской площади на месте обелиска главному инженеру «Уралмашстроя» В. Ф. Фидлеру. Памятник стал первым в СССР монументом, воздвигнутым в честь наркома, очень много сделавшего для развития советского тяжёлого машиностроения и завода «Уралмаш» в частности. По воспоминаниям бывшего парторга ЦК ВКП(б) на Уралмашзаводе Михаила Овсянникова, причиной столь поздней установки скульптуры (через 17 лет после смерти Орджоникидзе) стало опасение заводских руководителей, что И. В. Сталин плохо отнесётся к такой инициативе и не утвердит решение об установке памятника. Вызваны были такие опасения бытовавшим мнением о том, что нарком «умер вовсе не от сердечного приступа», то есть не своей смертью. Лишь в самом начале 1950-х годов руководство Уралмашзавода сделало предложение о возведении памятника Орджоникидзе, а вскоре появилось и решение о строительстве, подписанное Сталиным.
В 1969 году по проекту архитектора Г. И. Белянкина в северо-западной части площади установили мемориал погибшим в Великой Отечественной войне уралмашевцам. Она размещена на низком постаменте и представляет собой композицию, состоящую из стелы с графическим изображением коленопреклонённых, низко опустивших головы фигур и Г-образного в плане камня в виде высокой кафедры. На камне имеется золотая надпись со словами благодарности павшим и более семисот имён жителей Уралмаша, погибших в Великой Отечественной войне. В этом же месте установлена чугунная доска с надписью: «Здесь хранится земля с могилы легендарного разведчика Николая Ивановича Кузнецова».
В 2019 году на центральной части площади художником Покрасом Лампасом был создан арт-объект «Супрематический крест», вызвавший бурную реакцию общественности.

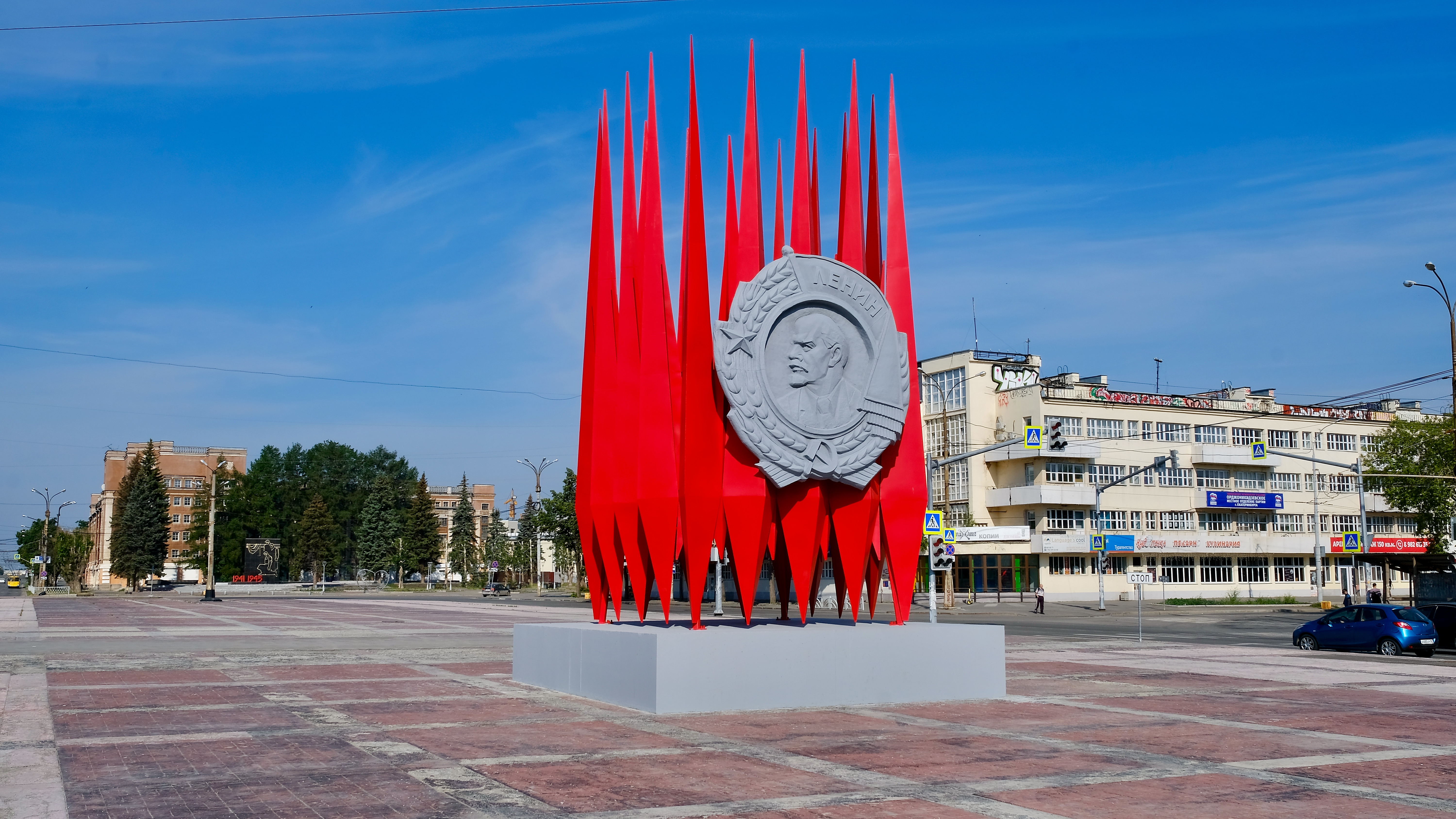
Краснознамённая группа и орден Ленина, установленные в 2023 году (до 2013 года находились на Плотинке[6])
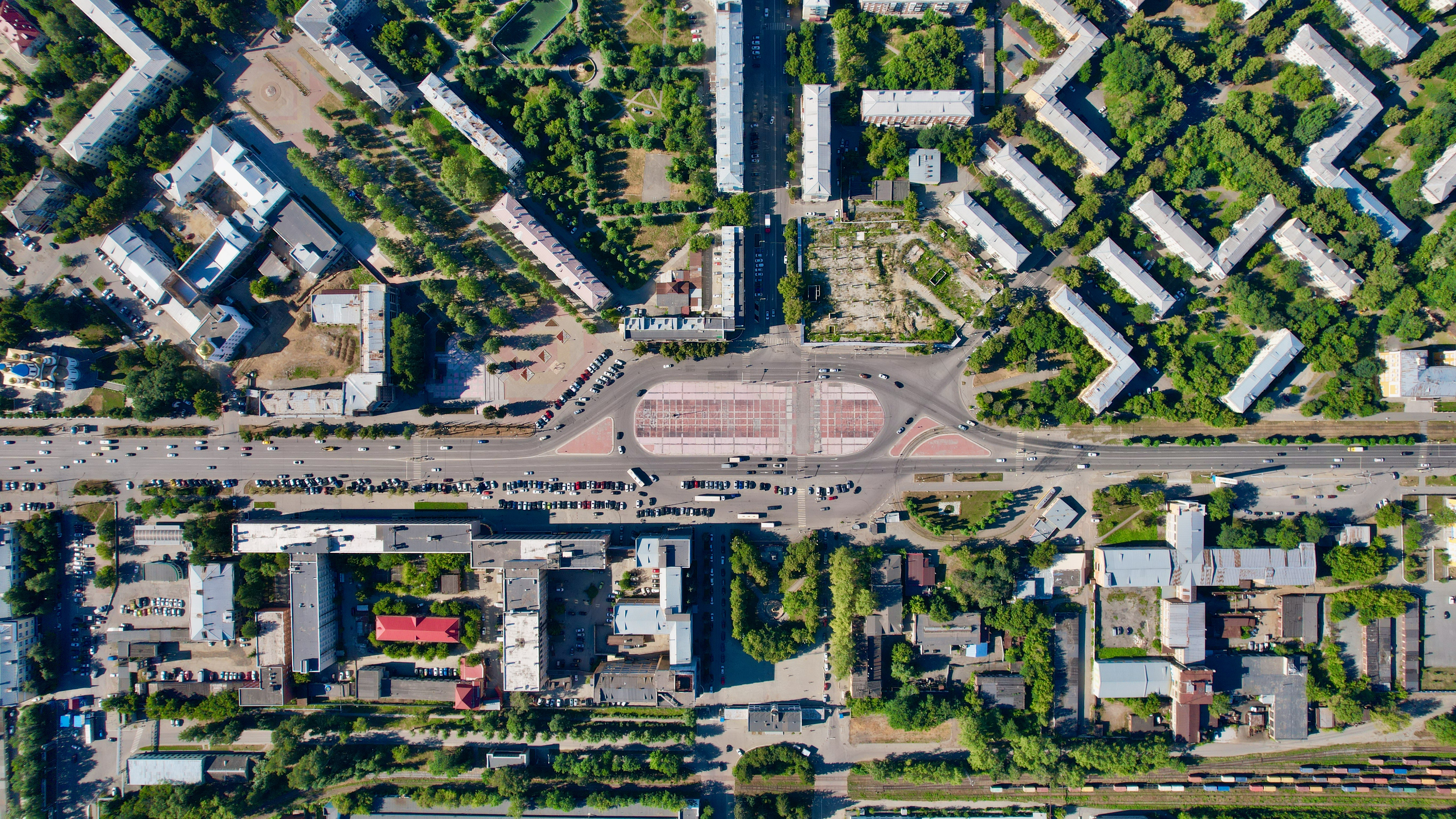
Вид с высоты
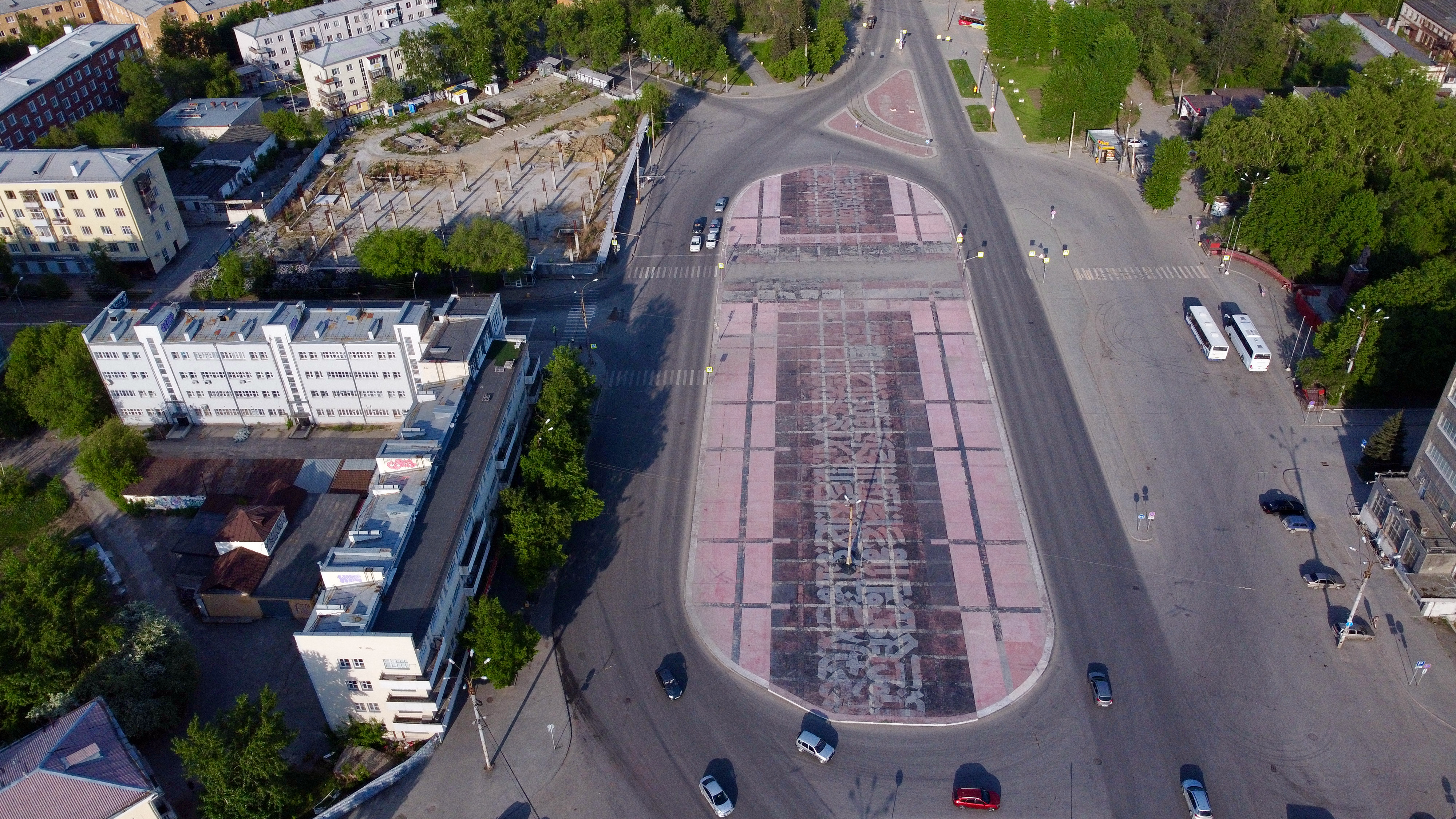
Вид с высоты
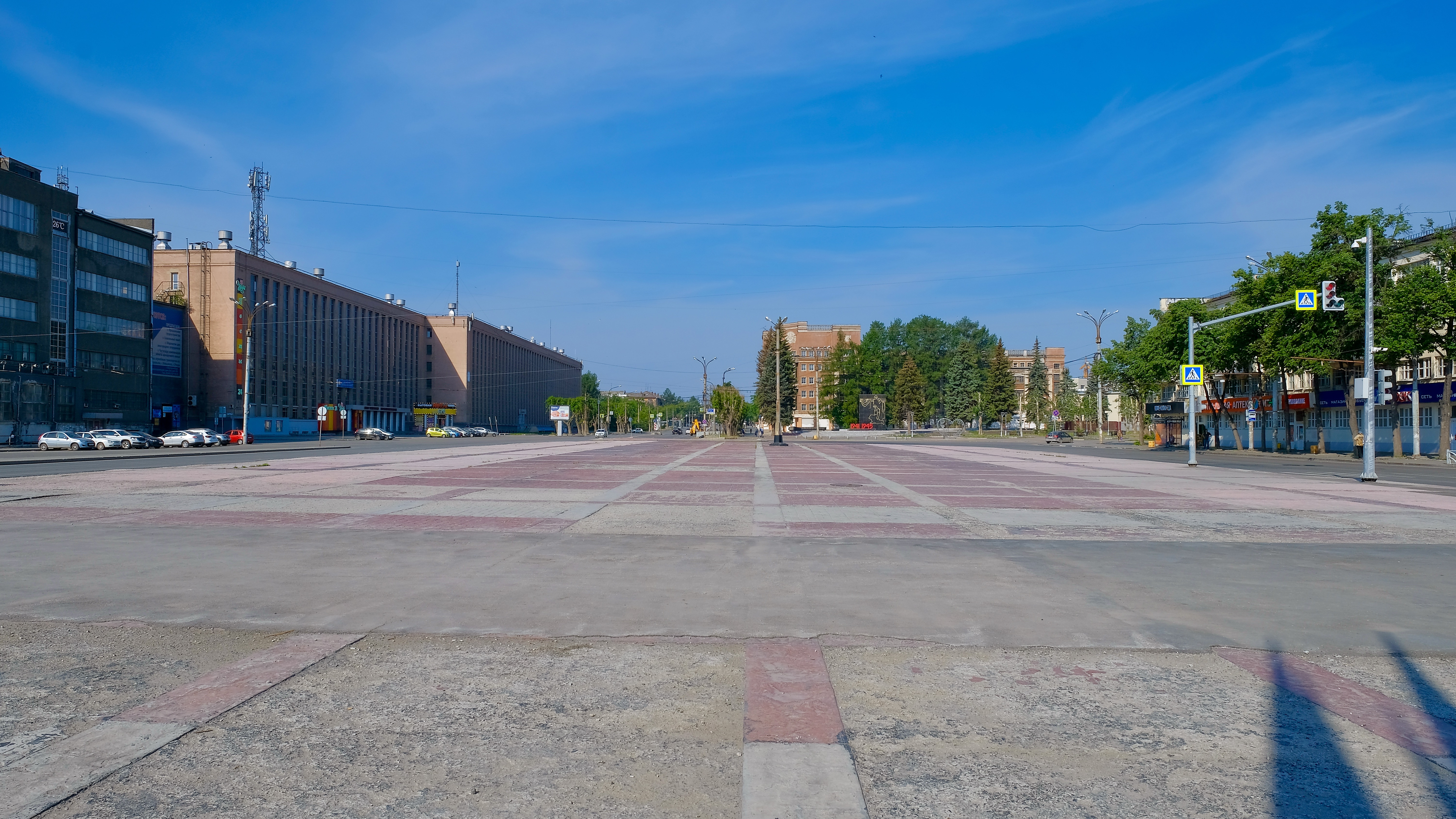
Вид на запад
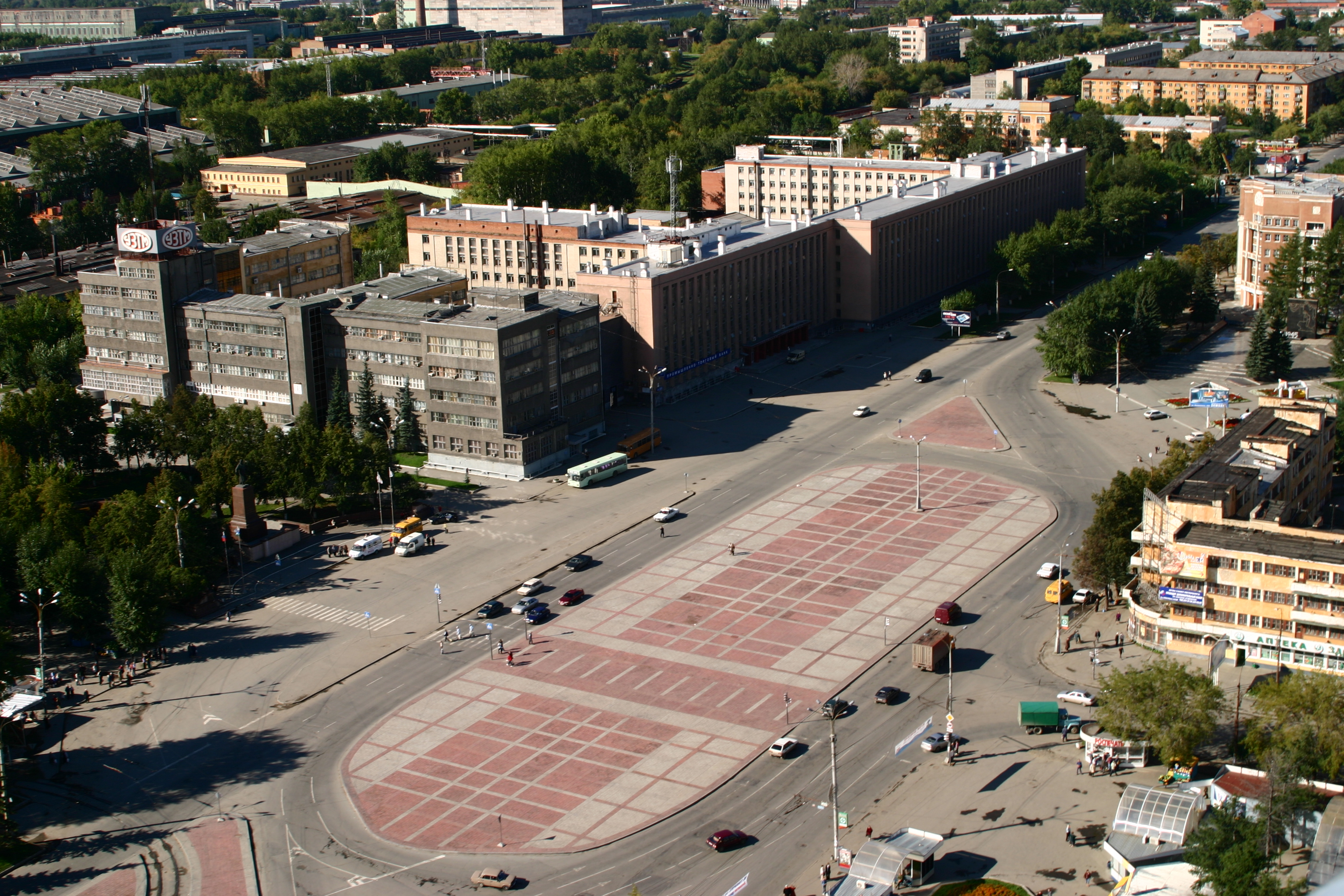
Площадь в 2004 году
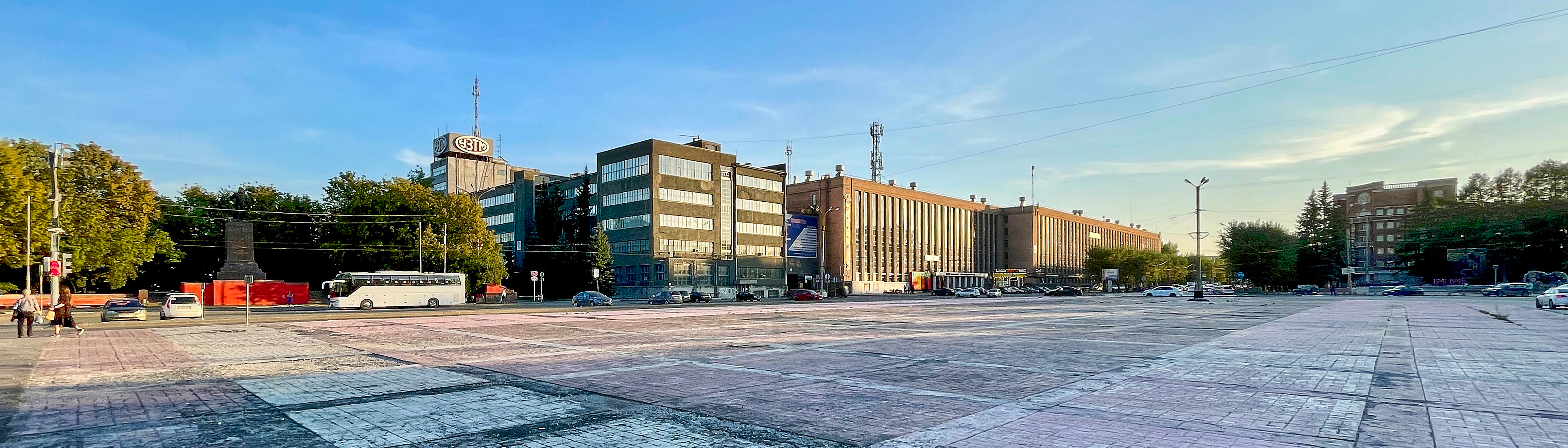
Площадь в 2021 году
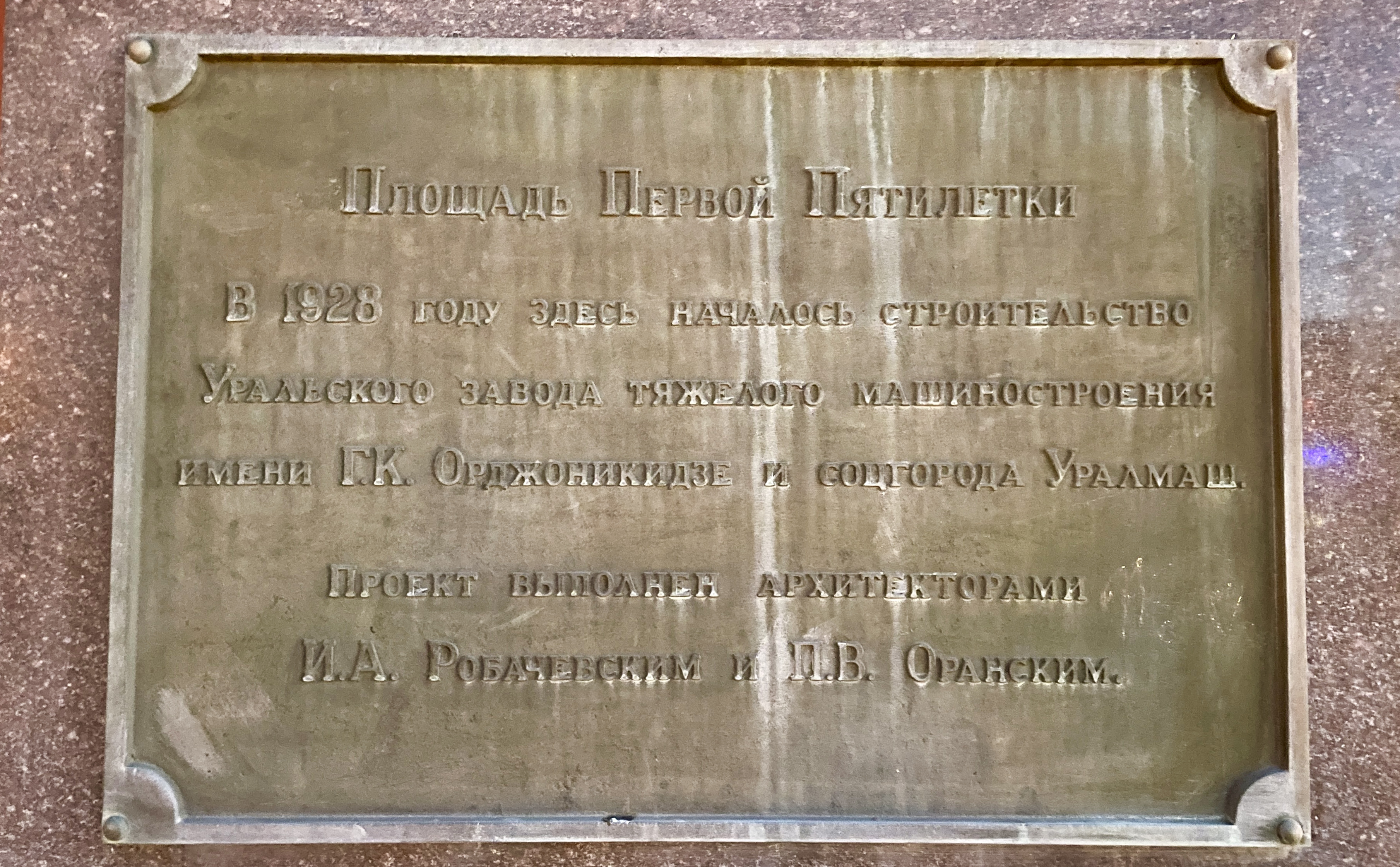
Памятная табличка на площади
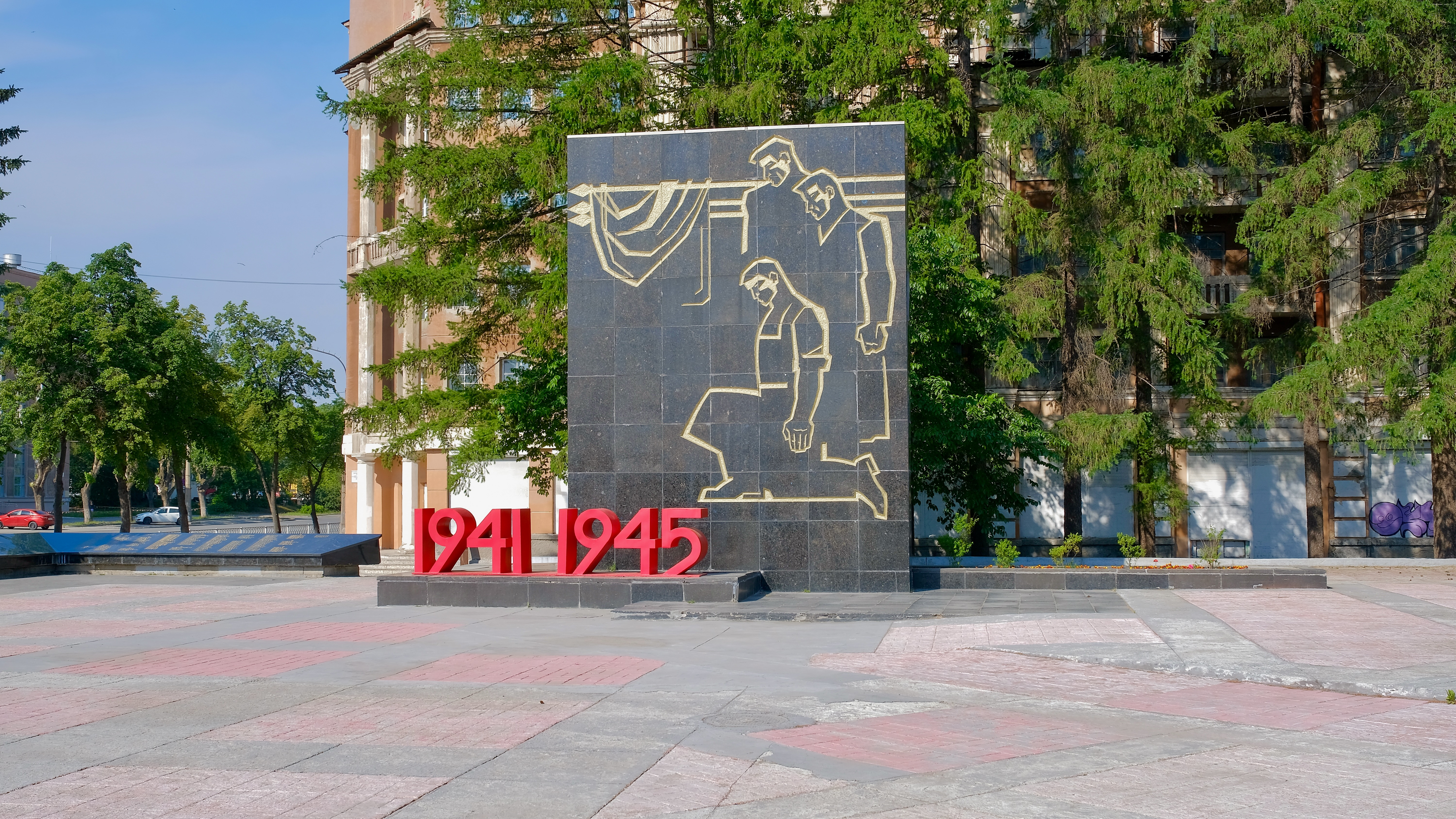
Мемориал воинам-уралмашевцам